# IC 3334
IC 3334 је галаксија у сазвјежђу Береникина коса која се налази на листи објеката дубоког неба у Индекс каталогу.
Деклинација објекта је + 28° 27' 57" а ректасцензија 12h 26m 9,5s. Привидна величина (магнитуда) објекта IC 3334 износи 15,9 а фотографска магнитуда 16,5.